# Eliasz Kuziemski

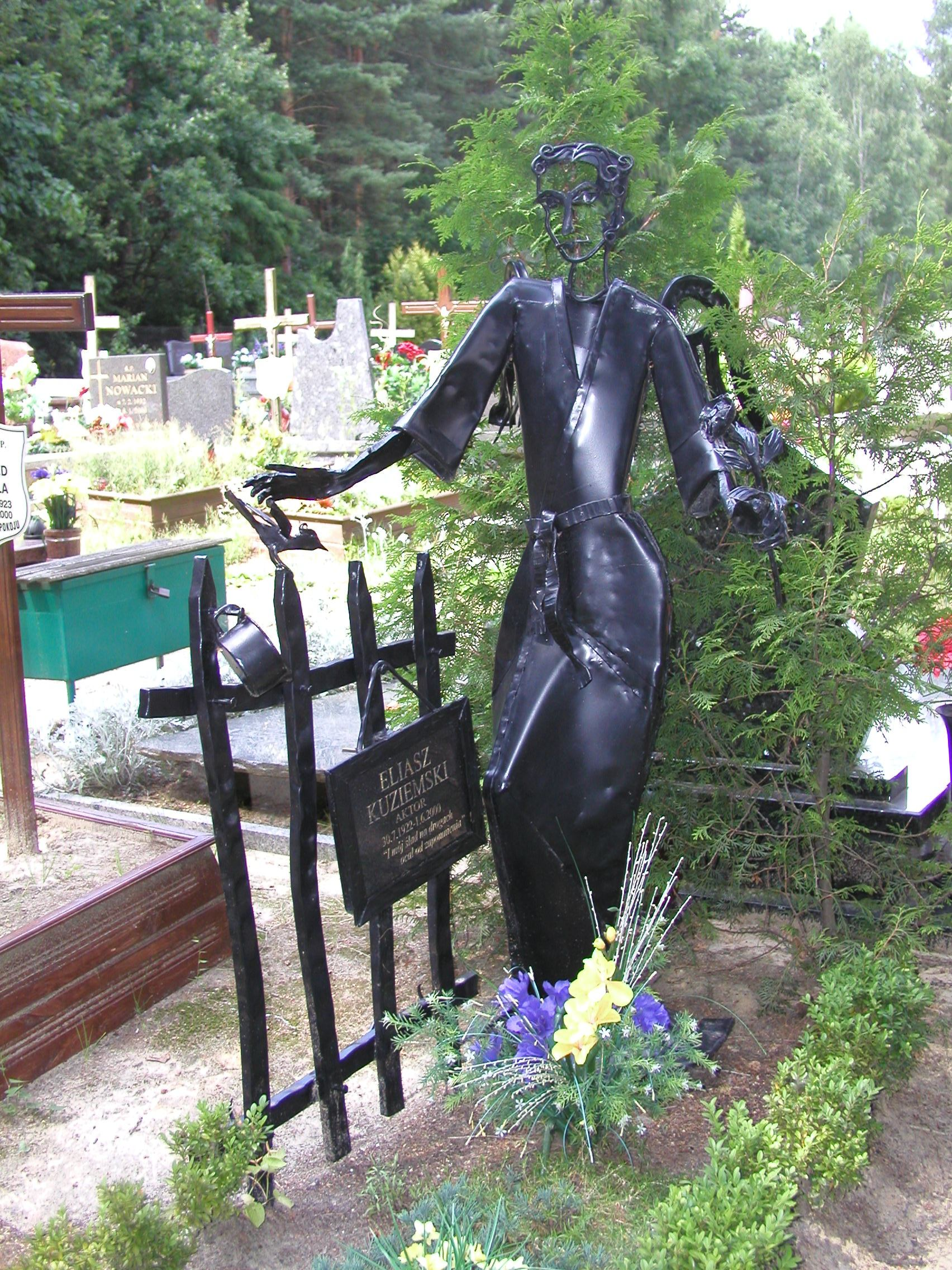
Grób Eliasza Kuziemskiego

Eliasz Kuziemski, również Eliasz Oparek-Kuziemski (ur. 30 lipca 1922 w Kutach, zm. 1 czerwca 2000 we Wrocławiu) – polski aktor.

## Życiorys
Karierę rozpoczął we Wrocławiu, gdzie grał w II poł. lat 40. XX w. i 50. XX w. w Teatrze Młodego Widza. W 1952 roku zdał aktorski egzamin eksternistyczny. W latach 1959–1964 grał w Teatrze Rozmaitości we Wrocławiu (później nazwany Wrocławskim Teatrem Współczesnym). Na krótko przeniósł się do Gdańska (Teatr Wybrzeże; 1958–1960) i do Katowic (Teatr Śląski; 1964–1965). W 1965 roku na stałe osiadł we Wrocławiu, a miejscami w których występował był m.in. Teatr Polski we Wrocławiu i Teatr Współczesny we Wrocławiu. W wielu filmach zagrał role epizodyczne i drugoplanowe. Często był angażowany do spektakli Teatru Telewizji.
Był odznaczony odznaką „Zasłużony dla Dolnego Śląska” w 1970 roku i Krzyżem Kawalerskim Orderu Odrodzenia Polski w 1976 roku.
Został pochowany w Obornikach Śląskich.

## Filmografia
- 1958: Pigułki dla Aurelii
- 1966–1970: Czterej pancerni i pies – Warszawiak z chrypką
- 1966: Cała naprzód – pasażer na statku
- 1967: Sami swoi – Kokeszko
- 1968: Stawka większa niż życie (odc. Hasło) – major Elert
- 1968: Lalka – sędzia Sądu
- 1969: Ostatni świadek – komendant MO
- 1969: Tylko umarły odpowie – major, dowódca Wójcika
- 1969: Znaki na drodze – kierowca Wójcik
- 1969: Sąsiedzi – lekarz
- 1969: Przygody pana Michała – członek rady wojennej w Kamieńcu
- 1971: Kardiogram – ksiądz
- 1971: Meta – dyrektor Kozłowski
- 1971: Zaraza – dyrektor szpitala zakaźnego
- 1971: Aktorka – pop
- 1972: Siedem czerwonych róż, czyli Benek Kwiaciarz o sobie i o innych – profesor Niewiadomski
- 1972: Fortuna – Sapołowicz
- 1972: Anatomia miłości – aktor
- 1974: Katastrofa – dyrektor kopalni
- 1975: Hazardziści – rzemieślnik
- 1975: Grzech Antoniego Grudy – nauczyciel
- 1977: Znak orła – Sulisław
- 1979: Gazda z Diabelnej – maszynista
- 1979–1981: Najdłuższa wojna nowoczesnej Europy – prezes prowincji poznańskiej
- 1980: Ukryty w słońcu – przyjezdny
- 1980: Panienki (film) – chory
- 1980: Misja – recepcjonista w hotelu
- 1982: Wielki Szu – prezes Franciszek Korzeń
- 1983: Dzień kolibra – instruktor modelarski
- 1983: Szkatułka z Hongkongu – recepcjonista w hotelu
- 1984: Cień już niedaleko – wiceminister
- 1984: Trapez
- 1982–1986: Blisko, coraz bliżej – zawiadowca stacji w Kirschenau
- 1985: Przyłbice i kaptury – doradca księcia Witolda
- 1985: Lubię nietoperze – komiwojażer
- 1986: Na kłopoty… Bednarski – Henryk Groshopf, właściciel sklepu z bronią
- 1987: Pociąg do Hollywood – biskup
- 1987: Cienie – ksiądz
- 1988: Rodzina Kanderów – August, górnik obsługujący windę
- 1989: Konsul – notariusz